# Ruelle de la Bruche
Ne doit pas être confondu avec Quai de la Bruche.
La ruelle de la Bruche  est une voie de Strasbourg, située dans le quartier historique de la Krutenau. Parallèle à la rue Sainte-Catherine, elle relie la rue de Zurich à la rue de la Krutenau. C'est une voie piétonne.

## Histoire et origine du nom

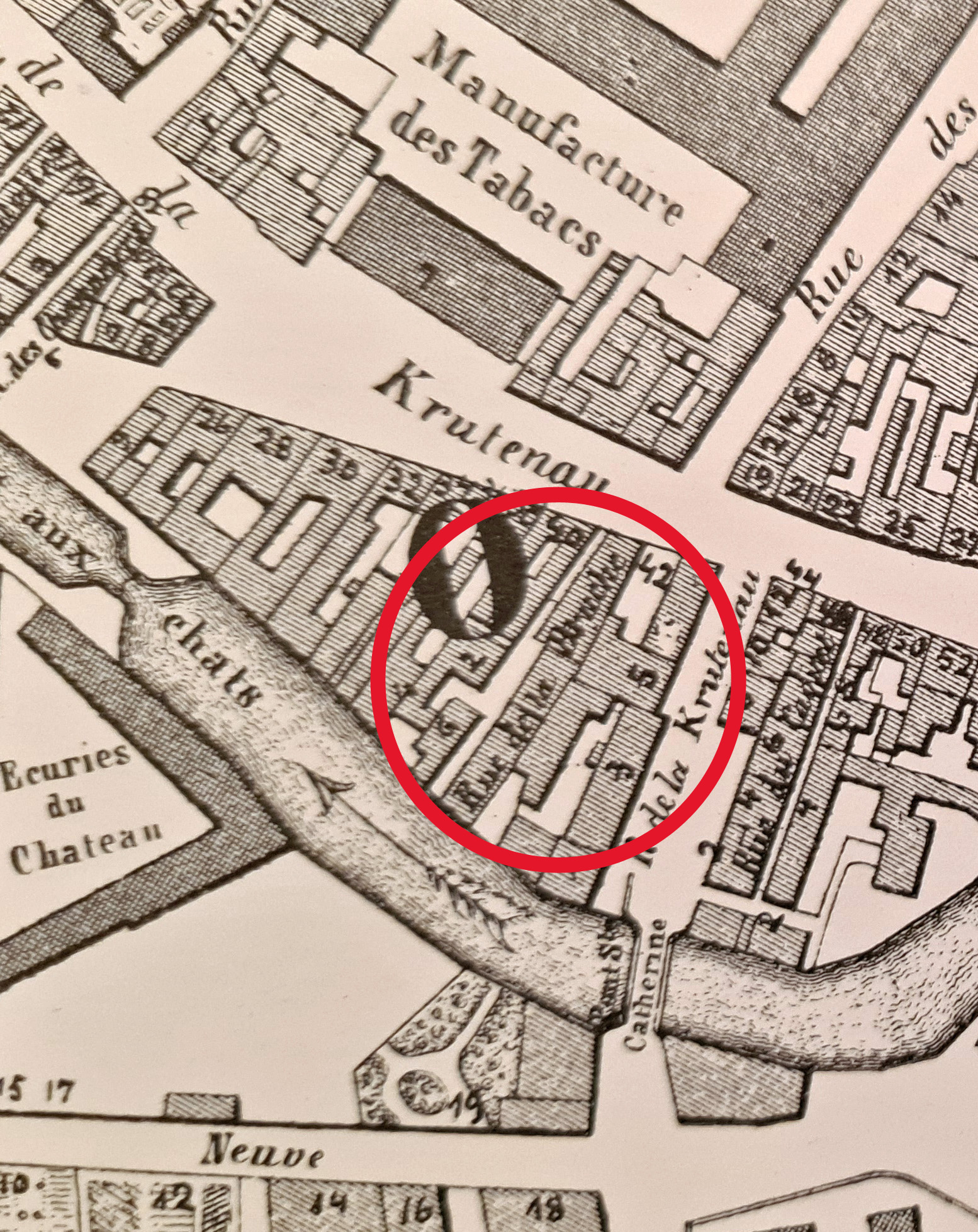
L'ancienne rue de la Bruche débouchant sur le Rheingiessen en 1852.

La voie a porté successivement plusieurs noms : Preuschgesselin (1580), rue de la Bruche (1735), rue Solitaire (1793), Breuschgässlein (1817), impasse de la Bruche (1858, 1918), Breuschgässchen (1872, 1940), Weidlingsgässchen (1942), ruelle de la Bruche 1956,.
Si « Bruche » est aujourd'hui le nom d'un affluent de l'Ill, sous-affluent du Rhin, il a longtemps désigné l'Ill elle-même, à son entrée à Strasbourg.
Jusqu'au comblement du canal du Rhin (dit Rheingiessen) en 1872, la ruelle débouche sur ce cours d'eau. C'est alors une impasse.

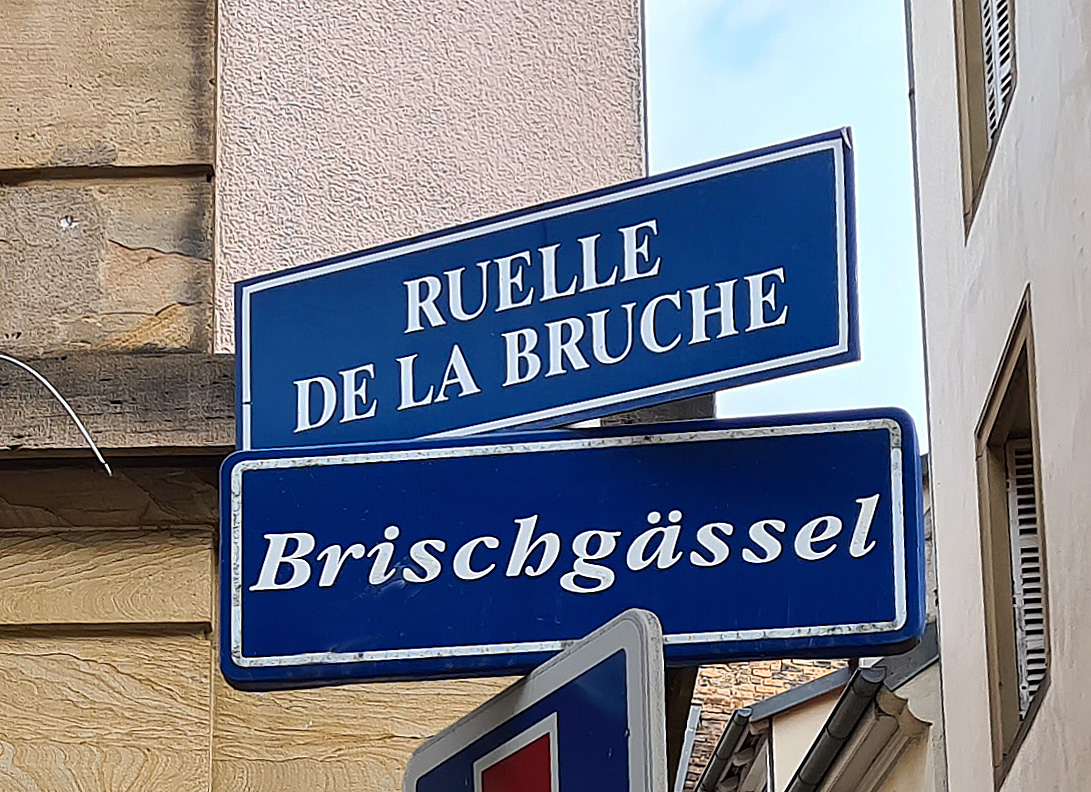
Plaque bilingue, en français et en alsacien.

Pendant l'annexion allemande la voie prend le nom de Weidlingsgässchen (en allemand Weidling signifie « barque à fond plat, à trois solives »), en référence à celle utilisée par les Zurichois pour venir à Strasbourg en 1576, un événement commémoré par la fontaine des Zurichois.
À partir de 1995, des plaques de rues bilingues, à la fois en français et en alsacien, sont mises en place par la municipalité lorsque les noms de rue traditionnels étaient encore en usage dans le parler strasbourgeois. Le nom de cette voie est alors sous-titré Brischgässel.

## Description
Étroite à ses extrémités et bordée de quelques bâtisses anciennes, la ruelle s'élargit dans sa partie centrale, suffisamment spacieuse pour accueillir la terrasse d'un restaurant. On y accède également à des immeubles rénovés.

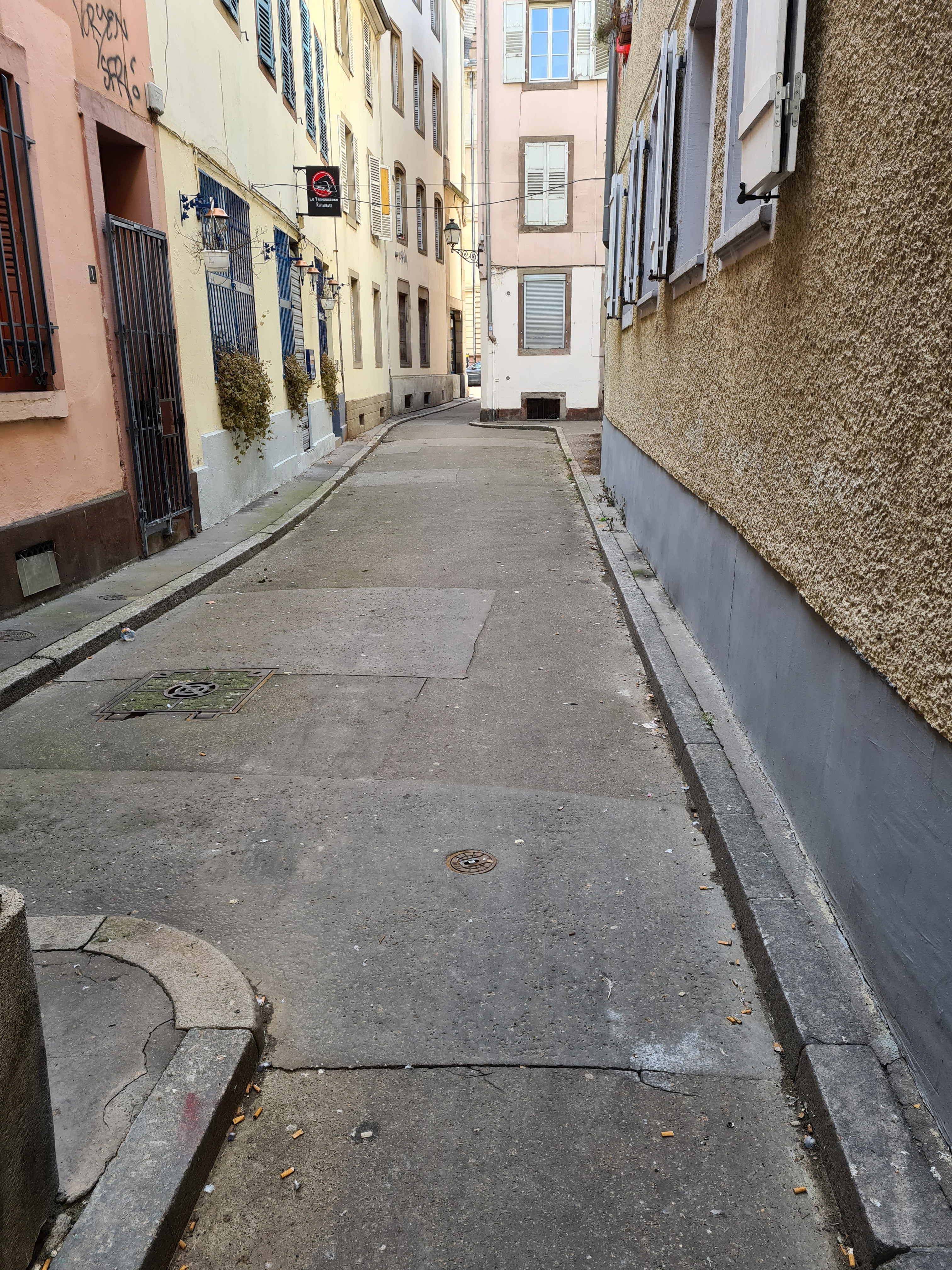
Tracé de la ruelle, étroite aux extrémités.
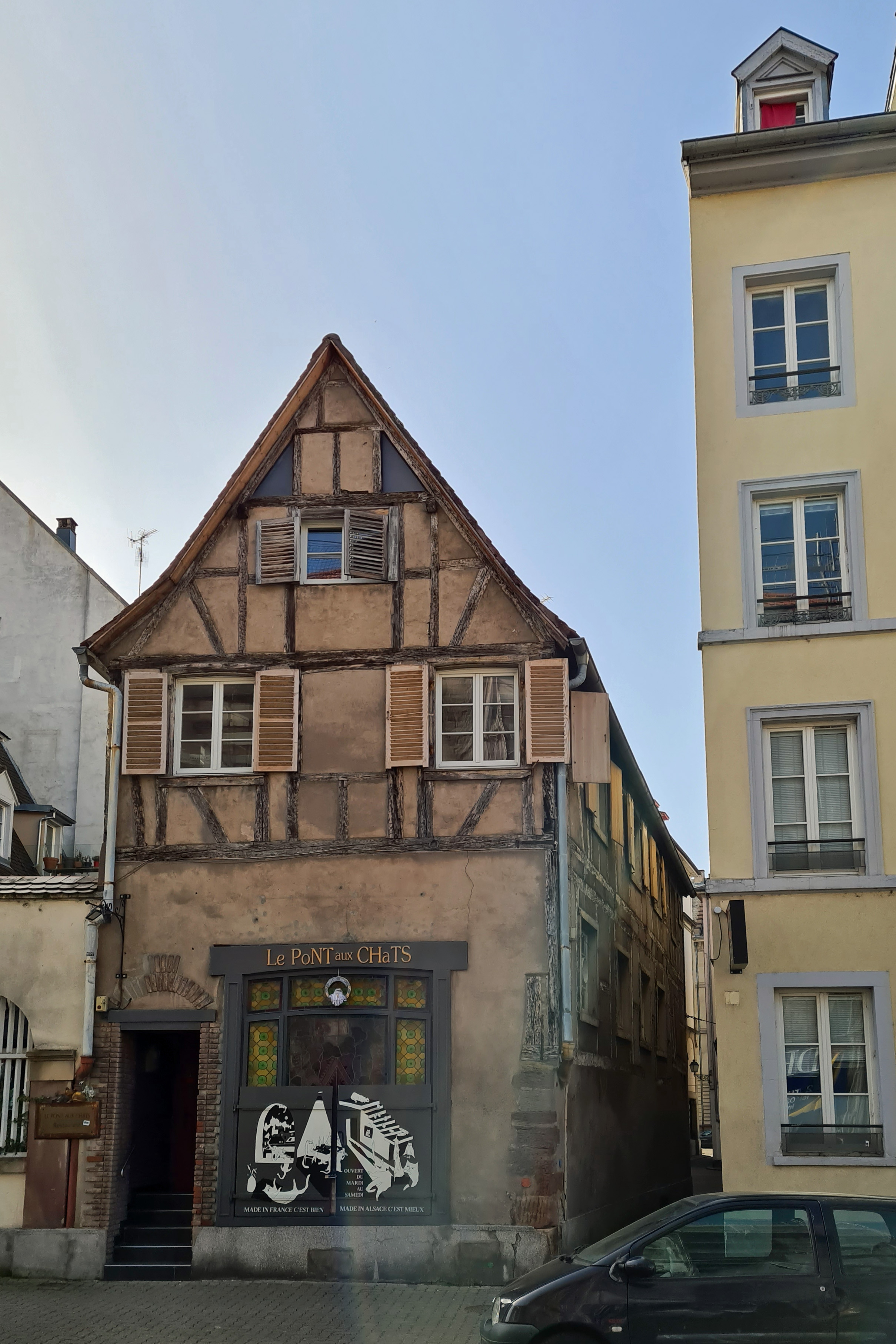
Entrée depuis la rue de la Krutenau.
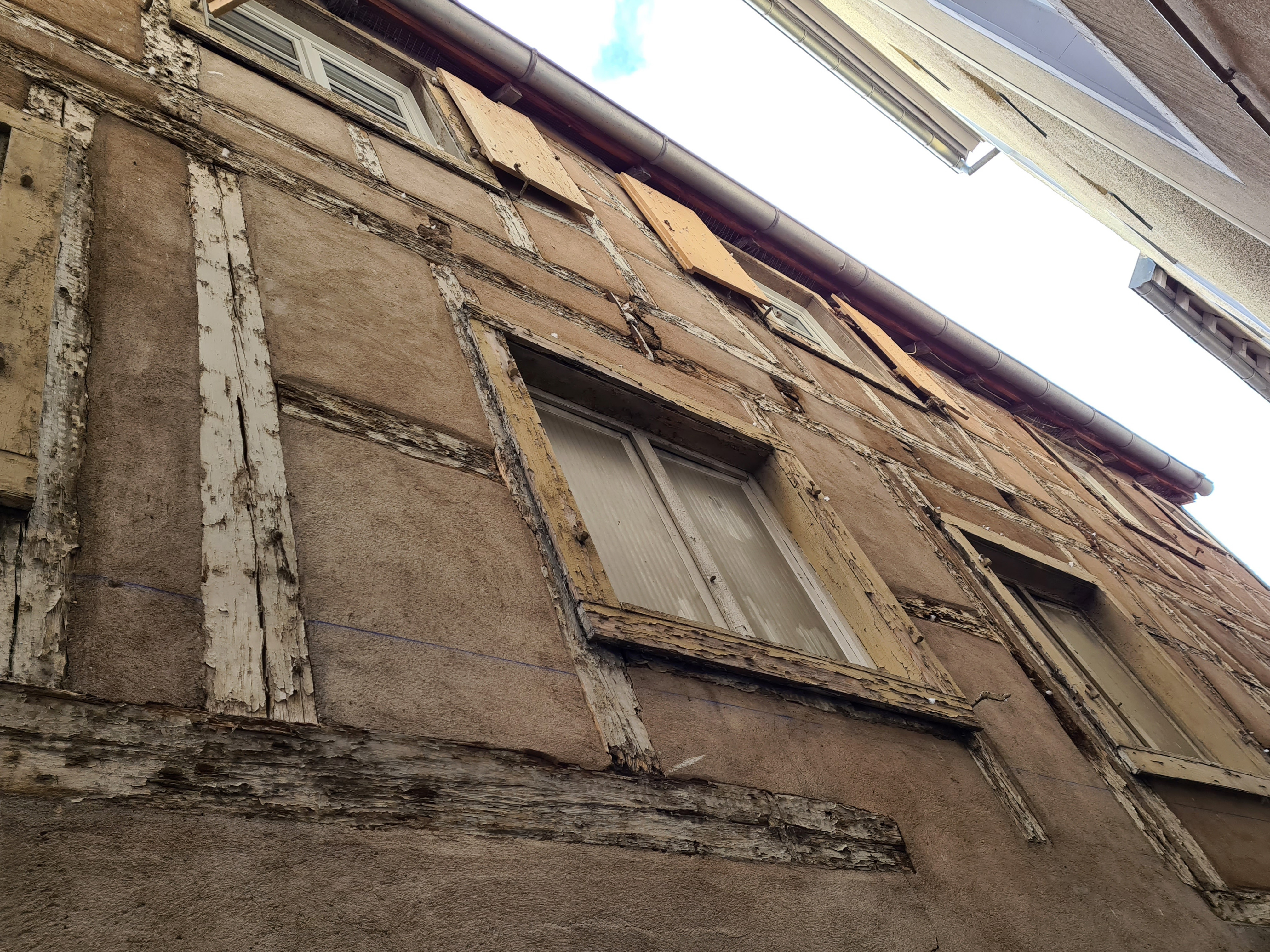
Édifice à pans de bois.
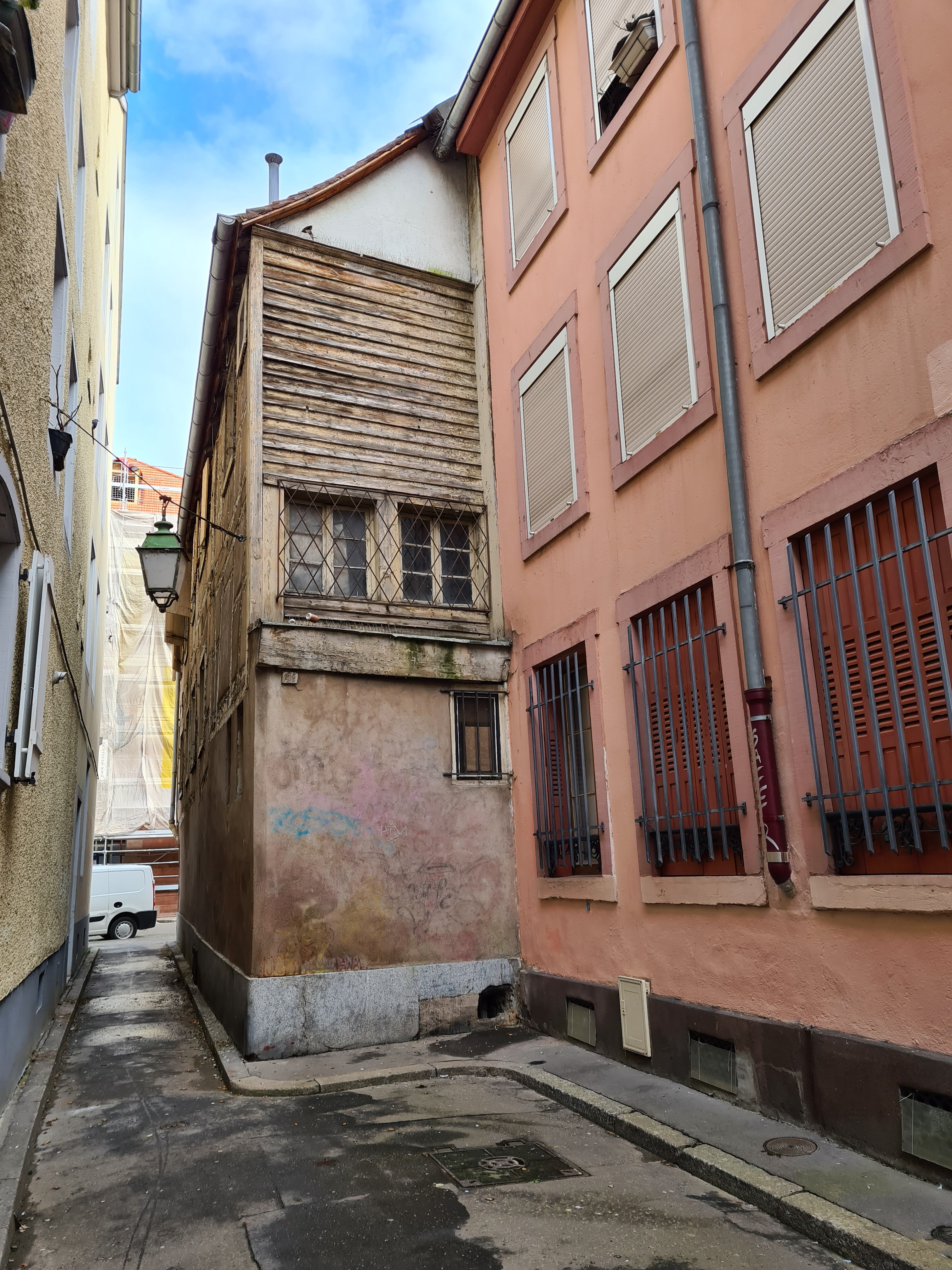
Élargissement de la voie.
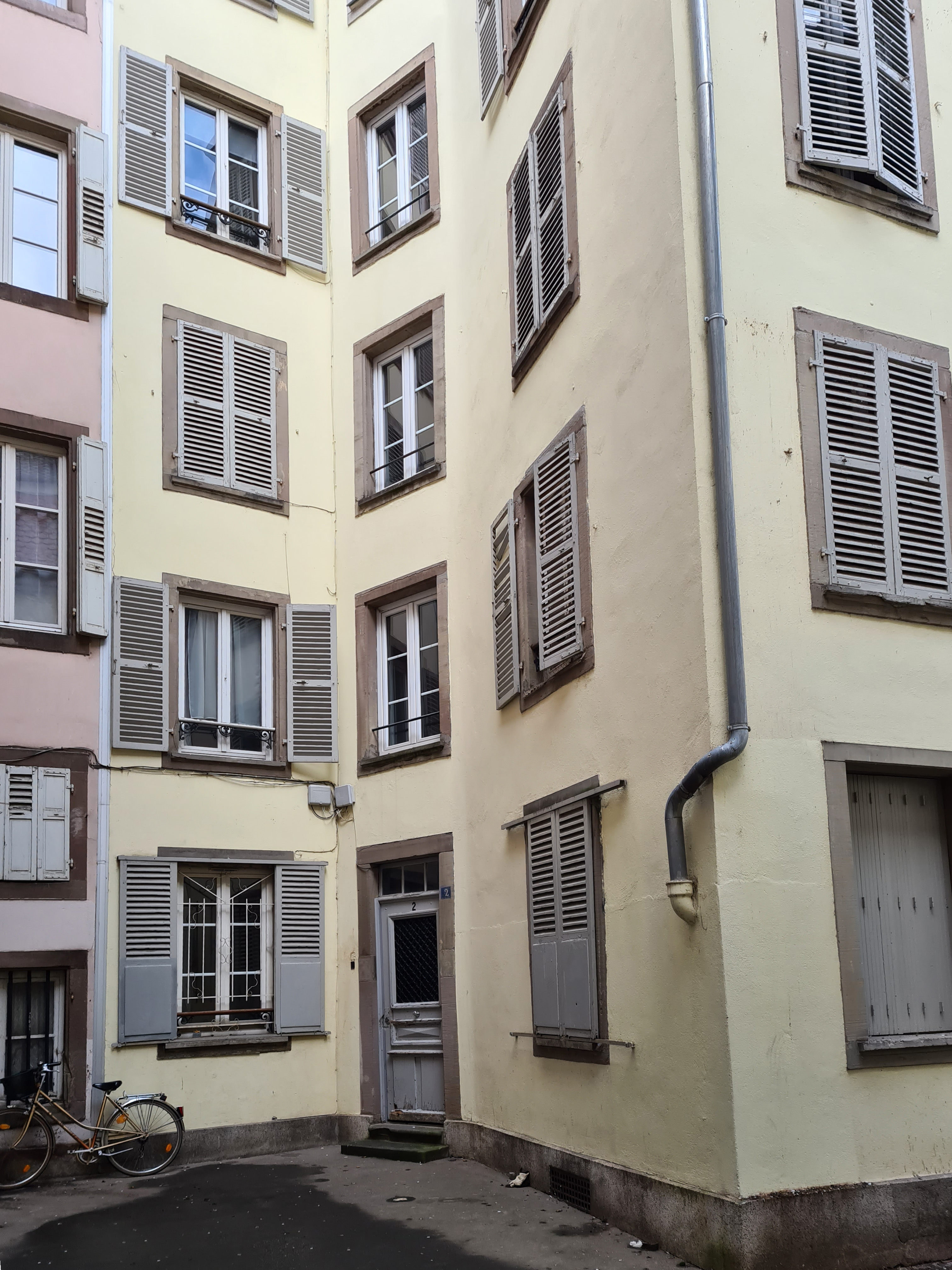
Immeubles de la partie centrale.